# کشتار اوختا
کشتار اوختا (لهستانی: Rzeź Ochoty) سلسله‌ای از رفتارهای جنایتکارانه مانند کشتار جمعی، تجاوز گروهی، شکنجه، غارت و آتش‌افروزی بود که به دست نیروهای آلمانی در جریان سرکوب قیام ورشو در محله اوختا طی روزهای ۴ تا ۲۵ اوت ۱۹۴۴ اتفاق افتاد. عامل اصلی این جنایات واحدهای اس اس متشکل از اسرای روس پیوسته به نیروهای آلمانی معروف به ارتش ملی آزادیبخش روسیه بود که تحت فرماندهی برانیسلاو کامینسکی قرار داشتند.
در کل این عملیات نزدیک به ۱۰ هزار شهروند لهستانی کشته و همراه با خانه‌هایشان سوزانده شدند. پاره‌ای از دهشتناک‌ترین جنایات‌ها در مؤسسه کوری، بیمارستان محلی و اردوگاه ژلینیاک اتفاق افتاد.